# Noah Frick
Noah Zinedine Frick (Liestal, 16 ottobre 2001) è un calciatore liechtensteinese, centrocampista del Triesenberg e della nazionale liechtensteinese.

## Biografia
È il figlio minore di Mario Frick, allenatore ed ex calciatore, recordman di presenze e reti con la nazionale liechtensteinese, 9 stagioni in Italia. Anche il fratello Yanik è calciatore. Il nome Noah Zinedine è un doppio omaggio al tennista Yannick Noah e a Zinédine Zidane.

## Carriera

### Club
Nato a Liestal, in Svizzera, inizia a giocare a calcio nelle giovanili dell'Eschen/Mauren. In seguito passa allo Schaan.
Trasferitosi al Vaduz, nella stagione 2018-2019 passa in prima squadra, in Challenge League, seconda serie svizzera.

### Nazionale
Inizia a giocare nelle nazionali giovanili liechtensteinesi nel 2016, ad ancora 14 anni, con l'Under-17, con cui disputa fino al 2017 11 gare, di cui 3 nelle qualificazioni all'Europeo di categoria 2017 in Croazia e altre 3 in quelle all'Europeo 2018 in Inghilterra.
A 15 anni, sempre nel 2016, esordisce in Under-19, nelle qualificazioni all'Europeo 2017 in Georgia. In seguito gioca anche nelle qualificazioni a Finlandia 2018.
Il 23 marzo 2018 debutta in Under-21, nelle qualificazioni all'Europeo 2019 in Italia e San Marino, in trasferta a Tondela contro il Portogallo, giocando titolare e venendo sostituito al 77' nella gara persa per 7-0.
Il 18 marzo 2019 ha ricevuto la prima convocazione in nazionale maggiore. Debutta alla prima occasione il 23 marzo nella sconfitta per 0-2 contro la Grecia.
Segna il suo primo gol in Nazionale maggiore nell'1-1 contro Gibilterra nella gara di Nations League.

## Statistiche

### Presenze e reti nei club
Statistiche aggiornate al 7 settembre 2020.
| Stagione        | Squadra         | Campionato      | Campionato | Campionato | Coppe nazionali | Coppe nazionali | Coppe nazionali | Coppe continentali | Coppe continentali | Coppe continentali | Altre coppe | Altre coppe | Altre coppe | Totale | Totale | Totale |
| Stagione        | Squadra         | Comp            | Pres       | Reti       | Comp            | Pres            | Reti            | Comp               | Pres               | Reti               | Comp        | Pres        | Reti        | Pres   | Reti   |        |
| --------------- | --------------- | --------------- | ---------- | ---------- | --------------- | --------------- | --------------- | ------------------ | ------------------ | ------------------ | ----------- | ----------- | ----------- | ------ | ------ | ------ |
| 2018-2019       | Vaduz           | CHL             | 14         | 0          | LC              | 1               | 0               | -                  | -                  | -                  | -           | -           | -           | 15     | 0      |        |
| 2019-2020       | Vaduz           | CHL             | 31         | 4          | LC              | 2               | 0               | UEL                | 4                  | 0                  | -           | -           | -           | 37     | 4      |        |
| Totale carriera | Totale carriera | Totale carriera | 45         | 4          | -               | 3               | 0               | -                  | 4                  | 0                  | -           | -           | -           | 52     | 4      |        |

### Cronologia presenze e reti in nazionale
| Cronologia completa delle presenze e delle reti in nazionale ― Liechtenstein | Cronologia completa delle presenze e delle reti in nazionale ― Liechtenstein | Cronologia completa delle presenze e delle reti in nazionale ― Liechtenstein | Cronologia completa delle presenze e delle reti in nazionale ― Liechtenstein | Cronologia completa delle presenze e delle reti in nazionale ― Liechtenstein | Cronologia completa delle presenze e delle reti in nazionale ― Liechtenstein | Cronologia completa delle presenze e delle reti in nazionale ― Liechtenstein | Cronologia completa delle presenze e delle reti in nazionale ― Liechtenstein |
| Data                                                                         | Città                                                                        | In casa                                                                      | Risultato                                                                    | Ospiti                                                                       | Competizione                                                                 | Reti                                                                         | Note                                                                         |
| ---------------------------------------------------------------------------- | ---------------------------------------------------------------------------- | ---------------------------------------------------------------------------- | ---------------------------------------------------------------------------- | ---------------------------------------------------------------------------- | ---------------------------------------------------------------------------- | ---------------------------------------------------------------------------- | ---------------------------------------------------------------------------- |
| 23-3-2019                                                                    | Vaduz                                                                        | Liechtenstein                                                                | 0 – 2                                                                        | Grecia                                                                       | Qual. Euro 2020                                                              | -                                                                            | 86’                                                                          |
| 15-10-2019                                                                   | Vaduz                                                                        | Liechtenstein                                                                | 0 – 5                                                                        | Italia                                                                       | Qual. Euro 2020                                                              | -                                                                            | 56’                                                                          |
| 8-9-2020                                                                     | Rimini                                                                       | San Marino                                                                   | 0 – 2                                                                        | Liechtenstein                                                                | UEFA Nations League 2020-2021 - 1º turno                                     | -                                                                            | 77’                                                                          |
| 17-11-2020                                                                   | Gibilterra                                                                   | Gibilterra                                                                   | 1 – 1                                                                        | Liechtenstein                                                                | UEFA Nations League 2020-2021 - 1º turno                                     | 1                                                                            | 79’                                                                          |
| 25-3-2021                                                                    | Vaduz                                                                        | Liechtenstein                                                                | 0 – 1                                                                        | Armenia                                                                      | Qual. Mondiali 2022                                                          | -                                                                            | 76’                                                                          |
| 31-3-2021                                                                    | Vaduz                                                                        | Liechtenstein                                                                | 1 – 4                                                                        | Islanda                                                                      | Qual. Mondiali 2022                                                          | -                                                                            | 84’                                                                          |
| 3-6-2021                                                                     | San Gallo                                                                    | Svizzera                                                                     | 7 – 0                                                                        | Liechtenstein                                                                | Amichevole                                                                   | -                                                                            | 57’ (aut.) 83’                                                               |
| 7-6-2021                                                                     | Tórshavn                                                                     | Fær Øer                                                                      | 5 – 1                                                                        | Liechtenstein                                                                | Amichevole                                                                   | -                                                                            | 53’                                                                          |
| 2-9-2021                                                                     | San Gallo                                                                    | Liechtenstein                                                                | 0 – 2                                                                        | Germania                                                                     | Qual. Mondiali 2022                                                          | -                                                                            | 71’                                                                          |
| 5-9-2021                                                                     | Bucarest                                                                     | Romania                                                                      | 2 – 0                                                                        | Liechtenstein                                                                | Qual. Mondiali 2022                                                          | -                                                                            | 46’                                                                          |
| 8-9-2021                                                                     | Erevan                                                                       | Armenia                                                                      | 1 – 1                                                                        | Liechtenstein                                                                | Qual. Mondiali 2022                                                          | 1                                                                            | 42’                                                                          |
| 8-10-2021                                                                    | Vaduz                                                                        | Liechtenstein                                                                | 0 – 4                                                                        | Macedonia del Nord                                                           | Qual. Mondiali 2022                                                          | -                                                                            | 46’                                                                          |
| 11-10-2021                                                                   | Reykjavík                                                                    | Islanda                                                                      | 4 – 0                                                                        | Liechtenstein                                                                | Qual. Mondiali 2022                                                          | -                                                                            | 46’                                                                          |
| 14-11-2021                                                                   | Vaduz                                                                        | Liechtenstein                                                                | 0 – 2                                                                        | Romania                                                                      | Qual. Mondiali 2022                                                          | -                                                                            | 63’                                                                          |
| 3-6-2022                                                                     | Vaduz                                                                        | Liechtenstein                                                                | 0 – 2                                                                        | Moldavia                                                                     | UEFA Nations League 2022-2023 - 1º turno                                     | -                                                                            | 62’                                                                          |
| 6-6-2022                                                                     | Riga                                                                         | Lettonia                                                                     | 1 – 0                                                                        | Liechtenstein                                                                | UEFA Nations League 2022-2023 - 1º turno                                     | -                                                                            | 78’                                                                          |
| 10-6-2022                                                                    | Andorra la Vella                                                             | Andorra                                                                      | 2 – 1                                                                        | Liechtenstein                                                                | UEFA Nations League 2022-2023 - 1º turno                                     | -                                                                            | 46’                                                                          |
| 14-6-2022                                                                    | Vaduz                                                                        | Liechtenstein                                                                | 0 – 2                                                                        | Lettonia                                                                     | UEFA Nations League 2022-2023 - 1º turno                                     | -                                                                            | 77’                                                                          |
| 16-11-2022                                                                   | Gibilterra                                                                   | Gibilterra                                                                   | 2 – 0                                                                        | Liechtenstein                                                                | Amichevole                                                                   | -                                                                            | 71’                                                                          |
| 26-3-2023                                                                    | Vaduz                                                                        | Liechtenstein                                                                | 0 – 7                                                                        | Islanda                                                                      | Qual. Euro 2024                                                              | -                                                                            | 69’                                                                          |
| Totale                                                                       |                                                                              | Presenze                                                                     | 20                                                                           |                                                                              | Reti                                                                         | 2                                                                            |                                                                              |

| Cronologia completa delle presenze e delle reti in nazionale ― Liechtenstein under 21 | Cronologia completa delle presenze e delle reti in nazionale ― Liechtenstein under 21 | Cronologia completa delle presenze e delle reti in nazionale ― Liechtenstein under 21 | Cronologia completa delle presenze e delle reti in nazionale ― Liechtenstein under 21 | Cronologia completa delle presenze e delle reti in nazionale ― Liechtenstein under 21 | Cronologia completa delle presenze e delle reti in nazionale ― Liechtenstein under 21 | Cronologia completa delle presenze e delle reti in nazionale ― Liechtenstein under 21 | Cronologia completa delle presenze e delle reti in nazionale ― Liechtenstein under 21 |
| Data                                                                                  | Città                                                                                 | In casa                                                                               | Risultato                                                                             | Ospiti                                                                                | Competizione                                                                          | Reti                                                                                  | Note                                                                                  |
| ------------------------------------------------------------------------------------- | ------------------------------------------------------------------------------------- | ------------------------------------------------------------------------------------- | ------------------------------------------------------------------------------------- | ------------------------------------------------------------------------------------- | ------------------------------------------------------------------------------------- | ------------------------------------------------------------------------------------- | ------------------------------------------------------------------------------------- |
| 23-3-2018                                                                             | Tondela                                                                               | Portogallo under 21                                                                   | 7 – 0                                                                                 | Liechtenstein under 21                                                                | Qual. Europeo Under-21 2019                                                           | -                                                                                     | 77’                                                                                   |
| 27-3-2018                                                                             | Vaduz                                                                                 | Liechtenstein under 21                                                                | 0 – 4                                                                                 | Bosnia ed Erzegovina under 21                                                         | Qual. Europeo Under-21 2019                                                           | -                                                                                     |                                                                                       |
| 7-9-2018                                                                              | Bangor                                                                                | Galles under 21                                                                       | 2 – 1                                                                                 | Liechtenstein under 21                                                                | Qual. Europeo Under-21 2019                                                           | -                                                                                     |                                                                                       |
| 11-9-2018                                                                             | Bienne                                                                                | Svizzera under 21                                                                     | 3 – 0                                                                                 | Liechtenstein under 21                                                                | Qual. Europeo Under-21 2019                                                           | -                                                                                     |                                                                                       |
| 11-10-2018                                                                            | Vaduz                                                                                 | Liechtenstein under 21                                                                | 0 – 9                                                                                 | Portogallo under 21                                                                   | Qual. Europeo Under-21 2019                                                           | -                                                                                     |                                                                                       |
| 16-10-2018                                                                            | Ploiești                                                                              | Romania under 21                                                                      | 4 – 0                                                                                 | Liechtenstein under 21                                                                | Qual. Europeo Under-21 2019                                                           | -                                                                                     |                                                                                       |
| 6-6-2019                                                                              | Eschen                                                                                | Liechtenstein under 21                                                                | 1 – 0                                                                                 | Azerbaigian under 21                                                                  | Qual. Europeo Under-21 2021                                                           | 1                                                                                     |                                                                                       |
| 5-9-2019                                                                              | Gori                                                                                  | Georgia under 21                                                                      | 4 – 0                                                                                 | Liechtenstein under 21                                                                | Qual. Europeo Under-21 2021                                                           | -                                                                                     |                                                                                       |
| 10-9-2019                                                                             | Vaduz                                                                                 | Liechtenstein under 21                                                                | 0 – 5                                                                                 | Svizzera under 21                                                                     | Qual. Europeo Under-21 2021                                                           | -                                                                                     |                                                                                       |
| 9-10-2019                                                                             | Eschen                                                                                | Liechtenstein under 21                                                                | 2 – 4                                                                                 | Slovacchia under 21                                                                   | Qual. Europeo Under-21 2021                                                           | 1                                                                                     | 85’                                                                                   |
| 14-11-2019                                                                            | Sumqayit                                                                              | Azerbaigian under 21                                                                  | 1 – 0                                                                                 | Liechtenstein under 21                                                                | Qual. Europeo Under-21 2021                                                           | -                                                                                     |                                                                                       |
| Totale                                                                                |                                                                                       | Presenze                                                                              | 11                                                                                    |                                                                                       | Reti                                                                                  | 2                                                                                     |                                                                                       |